# Andreu Ribera i Rovira
Andreu Ribera i Rovira (Barcelona, 23 de juny de 1919 – 1 d'agost de 2002) fou un advocat, industrial i polític català, fill del metal·lúrgic Joaquim Ribera i Barnola. Ha estat cunyat de Joan Vallvé i Creus i oncle de Joan Vallvé i Ribera i de Maria Àngels Vallvé Ribera, exagent de borsa, notària i esposa de Joan Hortalà.

## Biografia
Estudià batxillerat als Escolapis i als Jesuïtes de Casp. Es llicencià en dret per la Universitat de Barcelona i es va inscriure al Col·legi d'Advocats de Barcelona el 1943. Aleshores es dedicà a la gestió de l'empresa Metalls i Plateria Ribera (coneguda popularment com a Can Culleres), fundada el 1912 pel seu pare i relacionada amb mitjans militars per la fabricació de cartutxos. També fou president d'Electrólisis del
Cobre SA. Durant l'alcaldia de Josep Maria de Porcioles fou regidor de l'Ajuntament de Barcelona.
El 1965 fou nomenat president de la Cambra d'Indústria de Barcelona i aconseguí que el 1967 s'unifiquessin les Cambres de Comerç de Barcelona en una sola. El 1967 en fou nomenat president perquè tenia la confiança de l'empresariat català i alhora bones relacions amb el govern franquista mercè la seva amistat amb Laureano López Rodó. Ocupà el càrrec fins al 1979, i durant aquests anys fou l'home més important de l'economia catalana, influint en els joves liberals del Cercle d'Economia (Carles Ferrer Salat, Carles Güell de Sentmenat, etc.). Home de profundes conviccions cristianes, també fou amic de l'abat Aureli Maria Escarré.
A les eleccions generals espanyoles de 1977 fou senador per designació reial (va finançar parcialment els estudis de Joan Carles I quan era príncep) i es va adscriure al grup independent. El 1979 va deixar l'escó i la política i dedicar-se al món empresarial. El 1985 va veure com la seva empresa Metalls i Plateria Ribera feia suspensió de pagaments, i com el Banc Industrial de Catalunya, que presidia des del 1968 i que s'havia integrat dins Banca Catalana (de la que n'era vicepresident), el veia implicat judicialment en l'afer. També fou conseller del Banc d'Espanya.
Ha sigut membre de la Reial Acadèmia de Ciències Econòmiques i Financeres, president de la Fira de Barcelona i del Consell Econòmic, Social i Sindical de Catalunya i membre del Cercle d'Economia, d'Òmnium Cultural i de la Fundació Catalana. També ha estat president de la Unió d'Empresaris del Metall.
El 1998 va rebre la Creu de Sant Jordi. També ha rebut la Gran Creu de l'Orde d'Isabel la Catòlica i fou nomenat oficial de la Legió d'Honor Francesa.

## Obres
Publicà dues obres:
- La industria y la Carta Municipal (1962)
- La política económica regional (1973)